# Dick Groves
Richard G. Groves (sinh năm 1909/1910) là một cầu thủ bóng đá người Anh thi đấu ở vị trí cầu thủ và huấn luyện viên. Ông cũng thi đấu cricket và rugby.

## Sự nghiệp thi đấu
Groves thi đấu ở vị trí tiền đạo tầm xa, cho Bristol Rovers, Southampton, Plymouth Argyle và Torquay United.

## Sự nghiệp huấn luyện
Groves huấn luyện câu lạc bộ Ireland Sligo Rovers năm 1951, và đội Hà Lan ADO Den Haag năm 1953. Whilst in the Netherlands he worked with the Royal Dutch Football Association cho two years.
Groves cũng làm việc ở Somerset County Cricket Club.
Ông di cư đến Úc năm 1954, làm việc cho National Fitness Council ở Toowoomba. Vào tháng 5 năm 1954 ông là huấn luyện viên của North Shore ở Sydney.
Ông cũng huấn luyện cho đội rugby Toowoomba Clydesdales. Ông huấn luyện cho Hakoah Sydney mùa giải 1960.